# Tour de France 1923
Il Tour de France 1923, diciassettesima edizione della Grande Boucle, si svolse in quindici tappe tra il 24 giugno e il 22 luglio 1923, per un percorso totale di 5 386 km.
Si trattò della nona edizione vinta da un corridore di casa. Fu infatti vinta per la prima e unica volta dal francese Henri Pélissier, che tornò per la seconda ed ultima volta sul podio di Parigi dopo ben nove anni (si era classificato secondo nel 1914). Il digiuno di vittorie per i corridori transalpini durava da dodici anni (dal 1911).
Pélissier, ottavo transalpino ad imposi nella Grande Boucle, terminò in 222h15'30" davanti all'italiano Ottavio Bottecchia (per la prima volta sul podio della corsa a tappe francese in qualità di secondo classificato, fu il primo podio italiano al Tour) e al connazionale Romain Bellenger (terzo classificato e al primo e unico podio al Tour).

## Tappe
| Tappa  | Data      | Percorso                      | km    | Vincitore di tappa | Leader cl. generale |
| ------ | --------- | ----------------------------- | ----- | ------------------ | ------------------- |
| 1ª     | 24 giugno | Parigi > Le Havre             | 381   | Robert Jacquinot   | Robert Jacquinot    |
| 2ª     | 26 giugno | Le Havre > Cherbourg          | 371   | Ottavio Bottecchia | Ottavio Bottecchia  |
| 3ª     | 28 giugno | Cherbourg > Brest             | 405   | Henri Pélissier    | Ottavio Bottecchia  |
| 4ª     | 30 giugno | Brest > Les Sables-d'Olonne   | 412   | Albert Dejonghe    | Romain Bellenger    |
| 5ª     | 2 luglio  | Les Sables-d'Olonne > Bayonne | 482   | Robert Jacquinot   | Romain Bellenger    |
| 6ª     | 4 luglio  | Bayonne > Luchon              | 326   | Jean Alavoine      | Ottavio Bottecchia  |
| 7ª     | 6 luglio  | Luchon > Perpignano           | 323   | Jean Alavoine      | Ottavio Bottecchia  |
| 8ª     | 8 luglio  | Perpignano > Tolone           | 427   | Lucien Buysse      | Ottavio Bottecchia  |
| 9ª     | 10 luglio | Tolone > Nizza                | 281   | Jean Alavoine      | Ottavio Bottecchia  |
| 10ª    | 12 luglio | Nizza > Briançon              | 275   | Henri Pélissier    | Henri Pélissier     |
| 11ª    | 14 luglio | Briançon > Ginevra (CHE)      | 260   | Henri Pélissier    | Henri Pélissier     |
| 12ª    | 16 luglio | Ginevra (CHE) > Strasburgo    | 377   | Joseph Muller      | Henri Pélissier     |
| 13ª    | 18 luglio | Strasburgo > Metz             | 300   | Romain Bellenger   | Henri Pélissier     |
| 14ª    | 20 luglio | Metz > Dunkerque              | 433   | Félix Goethals     | Henri Pélissier     |
| 15ª    | 22 luglio | Dunkerque > Parigi            | 343   | Félix Goethals     | Henri Pélissier     |
| Totale | Totale    | Totale                        | 5 386 |                    |                     |

## Resoconto degli eventi
Henri Pélissier colse la vittoria nove anni dopo aver concluso sul podio (come secondo classificato) l'edizione 1914 del Tour de France. Peraltro, egli salì sul podio della Grande Boucle nelle uniche due volte in cui riuscì ad arrivare al traguardo di Parigi; infatti si ritirò nelle altre sei partecipazioni.
Pélissier conquistò la maglia gialla nella decima tappa, sulle quindici previste, sfilandola all'italiano Ottavio Bottecchia. Mantenne il simbolo del primato della classifica generale nelle cinque successive tappe fino all'arrivo finale. 
Henri Collé, sesto, fu il miglior classificato tra i corridori della seconda categoria e Ottavio Pratesi, dodicesimo, tra i cicloturisti. Jean Alavoine aveva dominato la corsa sui Pirenei, conquistando la maglia gialla, ma fu costretto al ritiro a causa di una caduta durante la quinta tappa.
Al Tour de France 1923 parteciparono 139 corridori divisi in tre classi (la prima con 32 corridori, la seconda con 24 e 83 nella categoria cicloturisti) dei quali 48 giunsero a Parigi. Su un totale di quindici tappe, i francesi Henri Pélissier e Jean Alavoine vinsero il maggior numero di frazioni, tre ciascuno.

## Classifiche finali

### Classifica generale - Maglia gialla
| Pos. | Corridore          | Squadra | Tempo      |
| ---- | ------------------ | ------- | ---------- |
| 1    | Henri Pélissier    | A       | 222h15'30" |
| 2    | Ottavio Bottecchia | A       | a 30'41"   |
| 3    | Romain Bellenger   | A       | a 1h04'43" |
| 4    | Hector Tiberghien  | A       | a 1h29'16" |
| 5    | Arsène Alancourt   | A       | a 2h16'40" |
| 6    | Henri Collé        | B       | a 2h28'43" |
| 7    | Léon Despontin     | A       | a 2h39'49" |
| 8    | Lucien Buysse      | A       | a 2h40'11" |
| 9    | Eugène Dhers       | B       | a 2h59'09" |
| 10   | Marcel Huot        | A       | a 3h16'56" |